# Преображене (община Враня)
Преображене (на сръбски: Преображење или Preobraženje) е село в община Враня, Пчински окръг, Сърбия.

## География
Селото е разположено в планински район, край двата бряга на Преображенската река. Отстои на 13 km южно от общинския и окръжен център Враня, на 800 m северно от село Горна Отуля и на 3,5 km югоизточно от село Долна Отуля.

## История
Писмени сведения за селото има от XIV век. В османски данъчни регистри на немюсюлманското население от вилаета Враня от 1654 – 1655 година то е отбелязано под името Пображение с 12 джизие ханета (домакинства).
През XIX век Преображение е населено предимно от македонски власи. Според Феликс Каниц то е представлявало най-северният цинцарски оазис сред славяно-албанската маса, от който произхождали собствениците на много крайпътни ханове в района. Власите в Преображение по произход са от Охридско и Стружко (Долна Белица), а родът Чаминци – от Битолско. Според сръбския етнограф Риста Николич, в началото на ХХ век влашкият език вече не се говори в Преображение. Към 1903 г. е съставено от три махали – Горна, Долна и Кралевска и има 80 къщи.
По време на българското управление през Първата световна война Преображение е център на община във Врански окръг, в която влизат селата Горна Отуля, Долна Отуля и Горно Жабско.
Според преброяването на населението от 2011 г. селото има 34 жители.

### Демографско развитие[2][6][7]
Според данните от преброяването от 2002 година 100% от населението на Преображение са сърби. Средната възраст на жителите на селото е малко над 52 години.

## Културни и природни забележителности
- Църква „Преображение Господне“.

## Редовни събития
Ежегоден събор (селска слава) на Преображение Господне.

## Личности
- Боривое Манич (? – 1986), четнически водач, убит в САЩ от югославските тайни служби
- Илия Йованович (1878 – 1913), сръбски четнически войвода